# Smack (software)
Smack (anglicky Simplified Mandatory Access Control Kernel, tj. zjednodušené jádro pro mandatorní řízení přístupu) je bezpečnostní modul jádra Linuxu, který chrání data a procesy před zneužitím pomocí sady pravidel mandatorního řízení přístupu (MAC). Modul byl od začátku navrhován tak, aby byl co nejjednodušší. Od verze 2.6.25 je oficiálně součástí jádra Linuxu a byl použit jako hlavní přístupový mechanismus v mobilním operačním systému MeeGo. Dále je používán v systému Samsung Tizen pro spouštění webových HTML5 aplikací v sandboxu, v komerčních Linuxových distribucích (Wind River), pro vývoj zařízení s vestavěnými systémy a v digitálních televizích společnosti Philips.

## Návrh
Smack se skládá ze tří komponent:
1. Implementace bezpečnostního modulu jádra Linuxu (LSM, Linux Security Module). Nejlépe funguje se souborovým systémem, který podporuje rozšířené atributy souborů.
2. Spouštěcí skript, který zaručí, že soubory zařízení mají správné atributy Smacku a načtou jeho konfiguraci.
3. Sada záplat pro GNU Core Utilities, které přidávají možnost práce s rozšířenými atributy souborů pro Smack. Podobná sada záplat byla vytvořena i pro BusyBox.

## Kritika
Smack byl kritizován za to, že byl napsán jako nový bezpečnostní modul pro Linux, místo toho aby byl implementován jako nová sada bezpečnostních pravidel pro systém SELinux, čímž by se dosáhlo podobné funkčnosti. Tato pravidla už byla navržena na přidání do systému SELinux, ale žádná doposud nebyla předvedena. Autor Smacku na to reagoval ve smyslu, že by to nebylo praktické, z důvodu složité syntaxe SELinuxu, používané pro konfiguraci a z důvodu snahy mít modul na rozdíl od SELinuxu co nejjednodušší.